# 秦右
秦右（英語：Benjamin Jenkins，1815年—1871年）美国监理会先驱教育传教士，在中国上海传教。

## 生平
1815年，秦右出生在美国，获神学博士。
1848年（33岁）秦右与传教医师戴乐安（Charles Tayor）两对夫妇受美国监理会差遣，作为该会的先驱教士来华。到达香港时，秦右师母因病滞留，于是戴乐安夫妇先赴上海，在南市王家码头租屋立足。1849年秦右夫妇来上海，于是在郑家木桥购地，1850年建成福音堂，可容纳150人，并附设一所女塾，聘刘竹松任中文教师。
1854年，秦右同蓝柏等新传教士再度来华，仍驻上海。1861年秦右赴欧洲访问，1864年返回上海，因美国内战经济来源中断，出任美国驻上海领事馆通译，一度兼任副总领事。。1871年在上海去世。